# Teolocholco
Teolocholco è una città dello stato di Tlaxcala, nel Messico centrale, capoluogo della omonima municipalità.
La municipalità conta 21.671 abitanti (2010) e ha un'estensione di 77,91 km².